# Guapinole
Guapinole är en ort i Mexiko.   Den ligger i kommunen Santa María Tonameca och delstaten Oaxaca, i den sydöstra delen av landet, 500 km sydost om huvudstaden Mexico City. Guapinole ligger 46 meter över havet och antalet invånare är 212.
Terrängen runt Guapinole är huvudsakligen platt, men norrut är den kuperad. Havet är nära Guapinole söderut.  Närmaste större samhälle är San Juanito o la Botija, 5,8 km norr om Guapinole.